# PDF
صيغة المستندات المنقولة ((بالإنجليزية: Portable Document Format)‏، تُختصر إلى pdf) هي صيغة ملف تم تطويره بواسطة أدوبي في عام 1993 لعرض المستندات، بما في ذلك تنسيق النص والصور، بطريقة مستقلة عن البرمجيات التطبيقية والأجهزة وأنظمة التشغيل. استنادًا إلى لغة بوست سكريبت، يحتوي كل ملف PDF على وصف كامل لمستند مسطح ذي تخطيط ثابت، بما في ذلك النص والخطوط والرسوميات الشعاعية والصور النقطية والمعلومات الأخرى اللازمة لعرضه.
تم تضمين صيغة PDF برقم 32000 في المنظمة الدولية للمعايير في عام 2008، ولم يعد يتطلب أي حقوق لتنفيذه.
قد تحتوي ملفات PDF على مجموعة متنوعة من المحتوى إلى جانب النص المسطح والرسومات بما في ذلك عناصر البنية المنطقية والعناصر التفاعلية مثل التعليقات التوضيحية وحقول النموذج والطبقات والوسيط التفاعلي (بما في ذلك محتوى الفيديو) والكائنات ثلاثية الأبعاد باستخدام نمذجة ثلاثية الأبعاد عالمية [الإنجليزية] أو PRC [الإنجليزية]، ومختلف تنسيقات البيانات الأخرى. توفر مواصفات PDF أيضًا التشفير والتوقيعات الرقمية ومرفقات الملفات والبيانات الأولية لتمكين تدفقات العمل التي تتطلب هذه الميزات.

## التاريخ
جعلت أدوبي مواصفات PDF متاحة مجانًا في عام 1993. في السنوات الأولى، كان PDF شائعًا بشكل أساسي في سير عمل النشر المكتبي، وكانت تنافس مع مجموعة متنوعة من التنسيقات مثل DjVu وإنفوي (ووردبيرفكت) [الإنجليزية] والورق الرقمي المشترك الأرضي وفالورن ريبليكا (بالإنجليزية: Farallon Replica)‏ وحتى تنسيق أدوبي بوست سكريبت.
كان تنسيق PDF ملكية خاضعة لسيطرة أدوبي حتى تم إصداره كمعيار مفتوح في 1 يوليو 2008، ونشرته المنظمة الدولية للمعايير باسم ISO 32000-1: 2008 ، في ذلك الوقت تم تمرير ملكية المواصفات إلى لجنة المنظمة الدولية للمعايير من خبراء الصناعة المتطوعين. في عام 2008، نشرت أدوبي رخصة براءات اختراع عامة إلى ISO 32000-1 مانحةً حقوقًا خالية من حقوق الملكية لجميع براءات الاختراع المملوكة لشركة أدوبي والضرورية لإنشاء واستخدام وبيع وتوزيع تطبيقات متوافقة مع تلك الصيغة.
يتضمن الإصدار 1.7 من PDF، الإصدار السادس من مواصفات PDF المُسماه بـ ISO 32000-1، بعض التقنيات الخاصة التي تم تحديدها بواسطة أدوبي فقط، مثل معمارية xml من أدوبي [الإنجليزية] (XFA) وامتداد جافا سكريبت لـ أكروبات، والتي تمت الإشارة إليها كـ ISO 32000-1 كـ معياري ولا غنى عنه للتنفيذ الكامل لمواصفات ISO 32000-1. هذه التقنيات المسجلة الملكية ليست موحدة ويتم نشر مواصفاتها فقط على موقع أدوبي على الويب. لا يتم دعم العديد منها أيضًا بواسطة تطبيقات الطرف الثالث الشائعة لملف PDF.
في 28 يوليو 2017، تم نشر المواصفات ISO 32000-2: 2017 (PDF 2.0). لا تتضمن المواصفة ISO 32000-2 أي تقنيات مسجلة الملكية كمراجع معيارية.

## البرامج
توجد قارئات بي دي إف للعديد من المنصات، وهي مجانية بشكل عام. ومن أمثلتها:
- أدوبي أكروبات
- Foxit
- Preview، من أبل
- Sumatra PDF
- Xpdf
- إيفنس
- Okular
- KPDF
- Bluebeam Revu  من شركة بلو بيم

كما توجد واجهات غوست سكربت للعديد من المنصات.
تتوفر العديد من البرمجيات التي توفر إمكانية التحويل إلى صيغة بي دي إف وهي مدمجة في ماك أو إس عشرة وبعض إصدارات لينكس، وأوبن أوفيس.أورج متعدد المنصات، مايكروسوفت أوفيس 2007 (عبر إضافة من مايكروسوفت)، وووردبيرفكت منذ الإصدارة 9، كما يوجد العديد من مشغلات طباعة بي‌دي‌إف لمايكروسوفت ويندوز، ونظام التنضيد بي‌دي‌إف‌‌تخ وأدوات ‌بي دي إف لدوك بوك وأدوبي أكروبات نفسه.

## الترخيص
يجوز لأي شخص إنشاء تطبيقات يمكنها قراءة ملفات PDF وكتابتها دون الحاجة إلى دفع رسوم لشركة أدوبي؛ تمتلك أدوبي براءات اختراع لملفات PDF ، ولكنها ترخصها للاستخدام بدون حقوق ملكية في تطوير البرامج التي تتوافق مع مواصفات PDF الخاصة بها.

## البدائل
مواصفات Open XML Paper Specification هي تنسيق منافس يستخدم كلغة وصف الصفحة وكتنسيق التخزين المؤقت للطباعة الأصلي لنظام التشغيل مايكروسوفت ويندوز منذ ويندوز فيستا.